# دوردوي بيشكك
نادي دوردوي ديانامو هو نادي كرة قدم قيرغيزي مقره بمدينة نارين، قيرغيزستان. نأسس عام 1998.

## وصلات خارجية
- Profile at sport.kg (1997–2001)
- Profile at sport.kg (2002–2005)
- FC Dordoi page at sport.kg
- Official website